# 29638 Eeshakhare
A 29638 Eeshakhare (ideiglenes jelöléssel (29638) 1998 VX19) a Naprendszer kisbolygóövében található aszteroida. A LINEAR projekt keretében fedezték fel 1998. november 10-én.